# 27ns Premis del Cinema Europeu
Els 27ns Premis del Cinema Europeu, presentats per l'Acadèmia del Cinema Europeu, van reconèixer l'excel·lència del cinema europeu. La cerimònia va tenir lloc el 13 de desembre de 2014 a l'Òpera Nacional de Letònia de Riga. El mestre de cerimònies va ser el presentador de televisió alemany Thomas Hermanns.

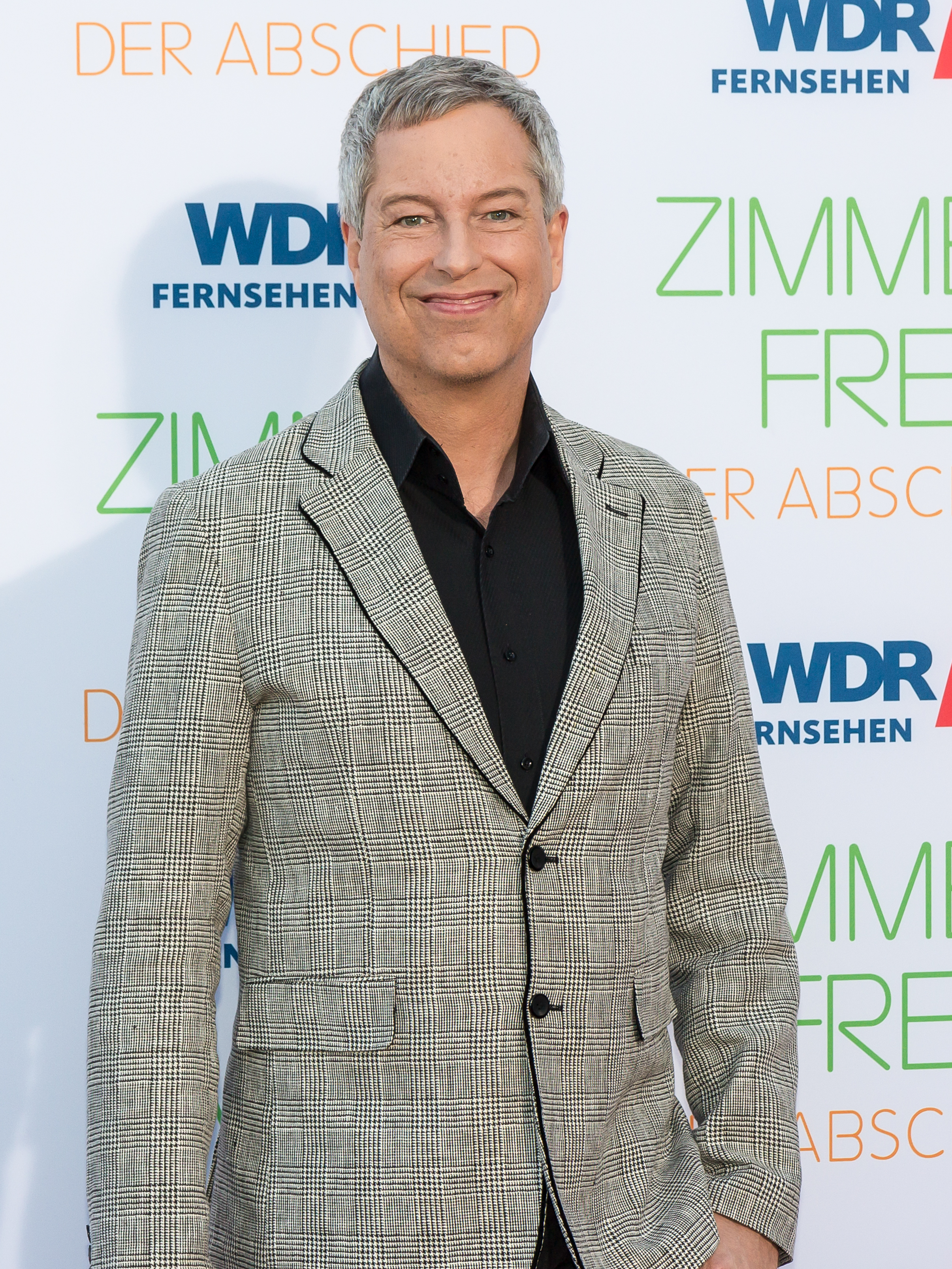
Thomas Hermanns, presentador de la gala

El 16 de setembre de 2014, l'Acadèmia de Cinema Europeu va publicar la llista de 50 llargmetratges nominats pels seus membres per al premi, seguit dels nominats al guardó al Festival de Cinema Europeu de Sevilla el 8 de novembre. Les pel·lícules nominades al Premi del Públic es podrien votar a partir de l'1 de setembre de 2014.
La pel·lícula més nominada fou el drama Ida del director polonès Paweł Pawlikowski, amb set nominacions (millor pel·lícula, millor director, millor actriu, millor guionista, millor director de fotografia, Premi del públic) Finalment fou la gran triomfadora, guanyant cinc premis, llevat el d'actor (la britànica Mr. Turner) i la millor actriu (la francesa Dos dies, una nit). El western austríac Das finstere Tal va guanyar dos premis (millor vestuari i disseny de producció). L'actriu espanyola Marián Álvarez, nominada a la millor actriu per La herida, i la comèdia espanyola Carmina y amén, nominada a la millor comèdia, finalment es van quedar sense premi.
El Premi a la trajectòria va ser per a la cineasta i guionista francesa Agnès Varda, mentre que el premi al millor artista europeu del cinema mundial va ser per al cineasta britànic Steve McQueen.

## Guanyadors i nominats
Els guanyadors estan en fons groc i en negreta.

### Millor pel·lícula europea
| Títol               | Director(s)         | Productor(s)                                        | País                                             |
| ------------------- | ------------------- | --------------------------------------------------- | ------------------------------------------------ |
| Ida                 | Paweł Pawlikowski   | Piotr Dzięcioł Ewa Puszczyńska                      | Polònia, Dinamarca                               |
| Força major         | Ruben Östlund       | Erik Hemmendorff Marie Kjellson Philippe Bober      | Suècia, Dinamarca, Noruega, França               |
| Leviatan (Левиафан) | Andrei Zviàguintsev | Aleksandr Rodnianski                                | Rússia                                           |
| Nymphomaniac        | Lars von Trier      | Louise Vesth Peter Aalbæk Jensen Marie Cecilie Gade | Dinamarca, Bèlgica, França, Alemanya, Regne Unit |
| Kış Uykusu          | Nuri Bilge Ceylan   | Zeynep Özbatur Atakan                               | Turquia                                          |

### Millor comèdia europea
| Títol                         | Director(s)             | País de producció   |
| ----------------------------- | ----------------------- | ------------------- |
| La mafia uccide solo d'estate | Pierfrancesco Diliberto | Itàlia              |
| Carmina y amén                | Paco León               | Espanya             |
| Le week-end                   | Roger Michell           | Regne Unit · França |

### Premi al descobriment europeu-Prix Fipresci
| Títol      | Director(s)                                    | Productor(s)                                                              | País       |
| ---------- | ---------------------------------------------- | ------------------------------------------------------------------------- | ---------- |
| Plèmia     | Miroslav Slaboixpitski                         | Valentyn Vasyanovych, Iya Myslytska                                       | Ucraïna    |
| 10.000 km  | Carlos Marqués-Marcet                          | Tono Folguera, Sergi Moreno, Jana Díaz Juhl, Danielle Schleif, Pau Brunet | Espanya    |
| La herida  | Fernando Franco                                | Koldo Zuazua                                                              | Espanya    |
| '71        | Yann Demange                                   | Angus Lamont, Robin Gutch                                                 | Regne Unit |
| Party Girl | Marie Amachoukeli, Claire Burger, Samuel Theis | Marie Masmonteil, Denis Carot                                             | França     |

### Millor director europeu
| Receptor(s)         | Títol              |
| ------------------- | ------------------ |
| Paweł Pawlikowski   | Ida                |
| Nuri Bilge Ceylan   | Kış Uykusu         |
| Steven Knight       | Locke              |
| Ruben Östlund       | Força major        |
| Paolo Virzì         | Il capitale humano |
| Andrei Zviàguintsev | Leviatan Левиафан  |

### Millor actriu europea
| Receptor(s)              | Títol              |
| ------------------------ | ------------------ |
| Marion Cotillard         | Dos dies, una nit  |
| Marian Álvarez           | La herida          |
| / Charlotte Gainsbourg   | Nymphomaniac       |
| / Valeria Bruni Tedeschi | Il capitale humano |
| Agata Kulesza            | Ida                |
| Agata Trzebuchowska      | Ida                |

### Millor actor europeu
| Receptor(s)         | Títol               |
| ------------------- | ------------------- |
| Timothy Spall       | Mr. Turner          |
| Brendan Gleeson     | Calvary             |
| Tom Hardy           | Locke               |
| Aleksei Serebriakov | Leviatan / Левиафан |
| Stellan Skarsgård   | Nymphomaniac        |

### Millor guió europeu
| Receptor(s)                          | Títol               |
| ------------------------------------ | ------------------- |
| Paweł Pawlikowski Rebecca Lenkiewicz | Ida                 |
| Ebru Ceylan Nuri Bilge Ceylan        | Kış Uykusu          |
| Jean-Pierre Dardenne Luc Dardenne    | Dos dies, una nit   |
| Steven Knight                        | Locke               |
| Oleg Negin Andrei Zviàguintsev       | Leviatan (Левиафан) |

### Millor fotografia - Premi Carlo di Palma
| Receptor(s)                     | Títol |
| ------------------------------- | ----- |
| Łukasz Żal i Ryszard Lenczewski | Ida   |

### Millor muntatge
| Receptor(s)    | Títol |
| -------------- | ----- |
| Justine Wright | Locke |

### Millor direcció artística
| Receptor(s)        | Títol            |
| ------------------ | ---------------- |
| Claus-Rudolf Amler | Das finstere Tal |

### Millor compositor
| Receptor(s) | Títol          |
| ----------- | -------------- |
| Mica Levi   | Under the Skin |

### Millor dissenyador de vestuari
| Receptor(s)           | Títol            |
| --------------------- | ---------------- |
| Natascha Curtius-Noss | Das finstere Tal |

### Millor disseny de so
| Receptor(s)      | Títol      |
| ---------------- | ---------- |
| Joakim Sundström | Starred Up |

### Millor pel·lícula europea d'animació
Els nominats a la millor pel·lícula d'animació van ser seleccionats per un comitè format per membres de la junta directiva de l'EFA i representants de l'Associació Europea de Pel·lícules d'Animació.
| Títol                                     | Director(s)                     | País             |
| ----------------------------------------- | ------------------------------- | ---------------- |
| L'arte della felicità                     | Alessandro Rak                  | Itàlia           |
| Jack et la Mécanique du cœur              | Stéphane Berla, Mathias Malzieu | França · Bèlgica |
| Minuscule : La Vallée des fourmis perdues | Hélène Giraud, Thomas Szabo     | França · Bèlgica |

### Millor documental - Prix arte
| Títol                  | Director(s)          | País               |
| ---------------------- | -------------------- | ------------------ |
| Master of the Universe | Marc Bauder          | Alemanya · Àustria |
| I Kærlighedens Navn    | Jon Bang Carlsen     | Dinamarca          |
| Of Men and War         | Laurent Bécue-Renard | França · Suïssa    |
| Sacro GRA              | Gianfranco Rosi      | Itàlia · França    |
| Waiting For August     | Teodora Ana Mihai    | Bèlgica · Romania  |
| We Come as Friends     | Hubert Sauper        | Àustria · França   |

### Millor curtmetratge
Els nominats al millor curtmetratge foren seleccionats per un jurat independent a diversos festivals de cinema d'arreu d'Europa.
| Títol                                                            | Director(s)                          | País                               | Festival                     |
| ---------------------------------------------------------------- | ------------------------------------ | ---------------------------------- | ---------------------------- |
| The Chicken                                                      | Una Gunjak                           | Alemanya / Croàcia                 | Festival de Bristol          |
| Hätäkutsu                                                        | Hannes Vartiainen Pekka Veikkolainen | Finlàndia                          | Festival de Sarajevo         |
| Shipwreck                                                        | Morgan Knibbe                        | Països Baixos                      | Festival de Locarno          |
| Panique au village: la bûche de Noël                             | Vincent Patar Stéphane Aubier        | Bèlgica / França                   | Festival de Vila do Conde    |
| Dinola                                                           | Mariam Khatchvani                    | Geòrgia                            | Festival de Grimstad         |
| Lato 2014                                                        | Wojciech Sobczyk                     | Polònia                            | Festival de Cracóvia         |
| Fal                                                              | Simon Szabó                          | Hongria                            | Festival de Tampere          |
| Taprobana                                                        | Gabriel Abrantes                     | Portugal / Sri Lanka / · Dinamarca | Berlinale                    |
| Pride                                                            | Pavel Vesnakov                       | Bulgària / Alemanya                | Festival de Clermont-Ferrand |
| The Chimera of M.                                                | Sebastian Buerkner                   | Regne Unit                         | Festival de Rotterdam        |
| Pequeño bloque de cemento con pelo alborotado conteniendo el mar | Jorge López Navarrete                | Espanya                            | Festival de Cork             |
| The Missing Scarf                                                | Eoin Duffy                           | Irlanda                            | Seminci                      |
| Hvalfjörður                                                      | Guðmundur Arnar Guðmundsson          | Dinamarca / Islàndia               | Festival de Gant             |
| Pat-Lehem                                                        | Idan Hubel                           | Israel                             | Festival de Venècia          |
| Ich hab noch Auferstehung                                        | Jan-Gerrit Seyler                    | Alemanya                           | Festival de Drama            |

### Premis del Públic
Els guanyadors del Premi del Públic van ser escollits per votació en línia.
| Pel·lícula                                          | Director                           | País                                    |
| --------------------------------------------------- | ---------------------------------- | --------------------------------------- |
| Ida                                                 | Paweł Pawlikowski                  | Polònia · Dinamarca                     |
| La Belle et la Bête                                 | Christophe Gans                    | França · Alemanya                       |
| Nymphomaniac                                        | Lars von Trier                     | Dinamarca · Bèlgica · França · Alemanya |
| Philomena                                           | Stephen Frears                     | Regne Unit                              |
| L'avi de 100 anys que es va escapar per la finestra | Felix Herngren                     | Suècia                                  |
| Dos dies, una nit                                   | Luc Dardenne, Jean-Pierre Dardenne | Bèlgica · França · Itàlia               |

### Premi del Públic Jove
Públics d'entre dotze i catorze anys d'arreu d'Europa van votar pel guanyador després de veure les tres pel·lícules nominades a les projeccions especials celebrades el "Dia del cinema del públic jove".
| Pel·lícula    | Director            | País          |
| ------------- | ------------------- | ------------- |
| Spijt!        | Dave Schram         | Països Baixos |
| MGP missionen | Martin Miehe-Renard | Dinamarca     |
| Ostwind       | Katja von Garnier   | Alemanya      |

### Premi Eurimages
- Ed Guiney[15]

### Premi del mèrit europeu al Cinema Mundial
- Steve McQueen

### Premi a la carrera
- Agnès Varda

## Galeria

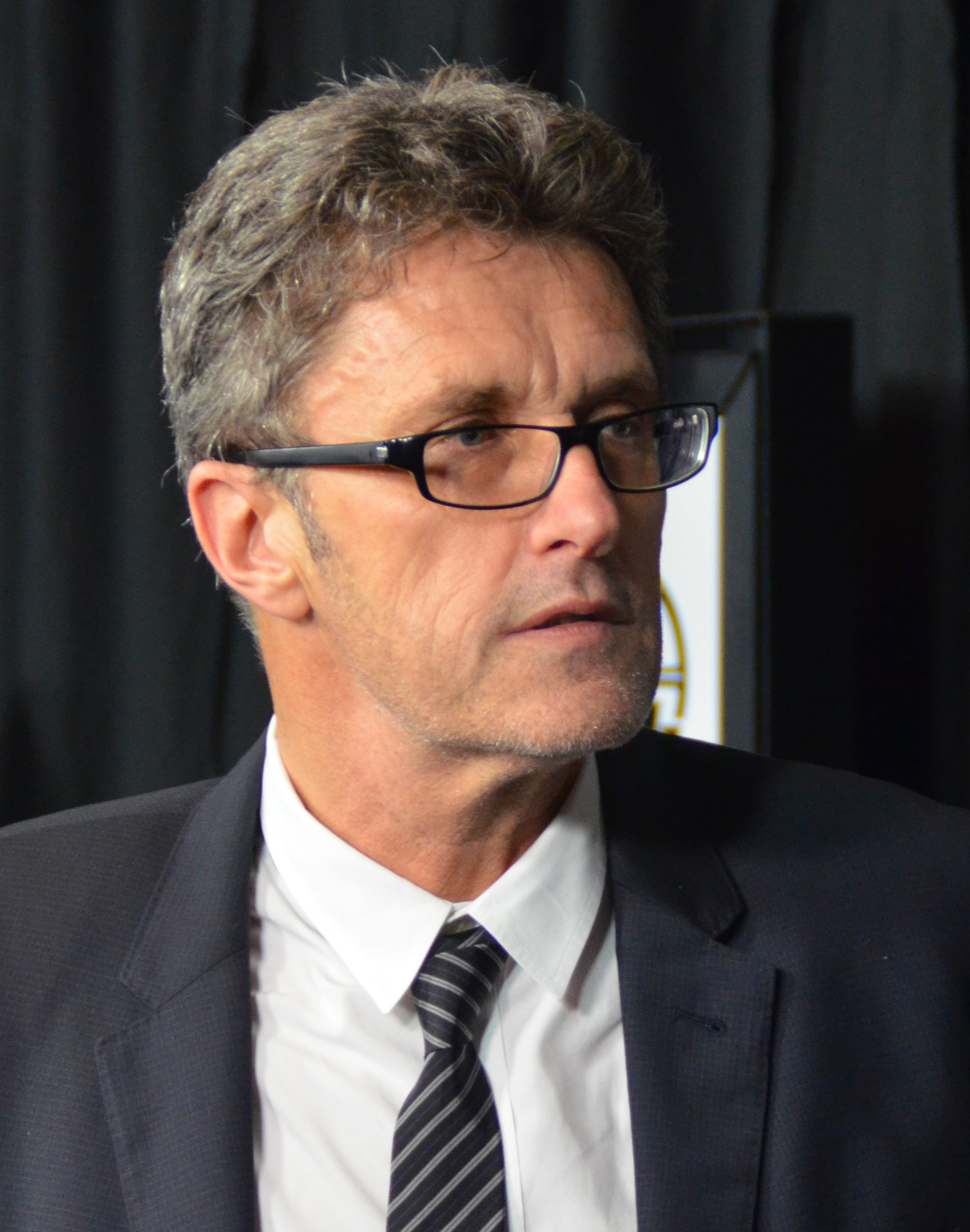
Pawel Pawlikowski, millor pel·lícula, director, guió i premi del públic
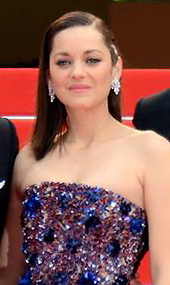
Marion Cotillard, millor actriu
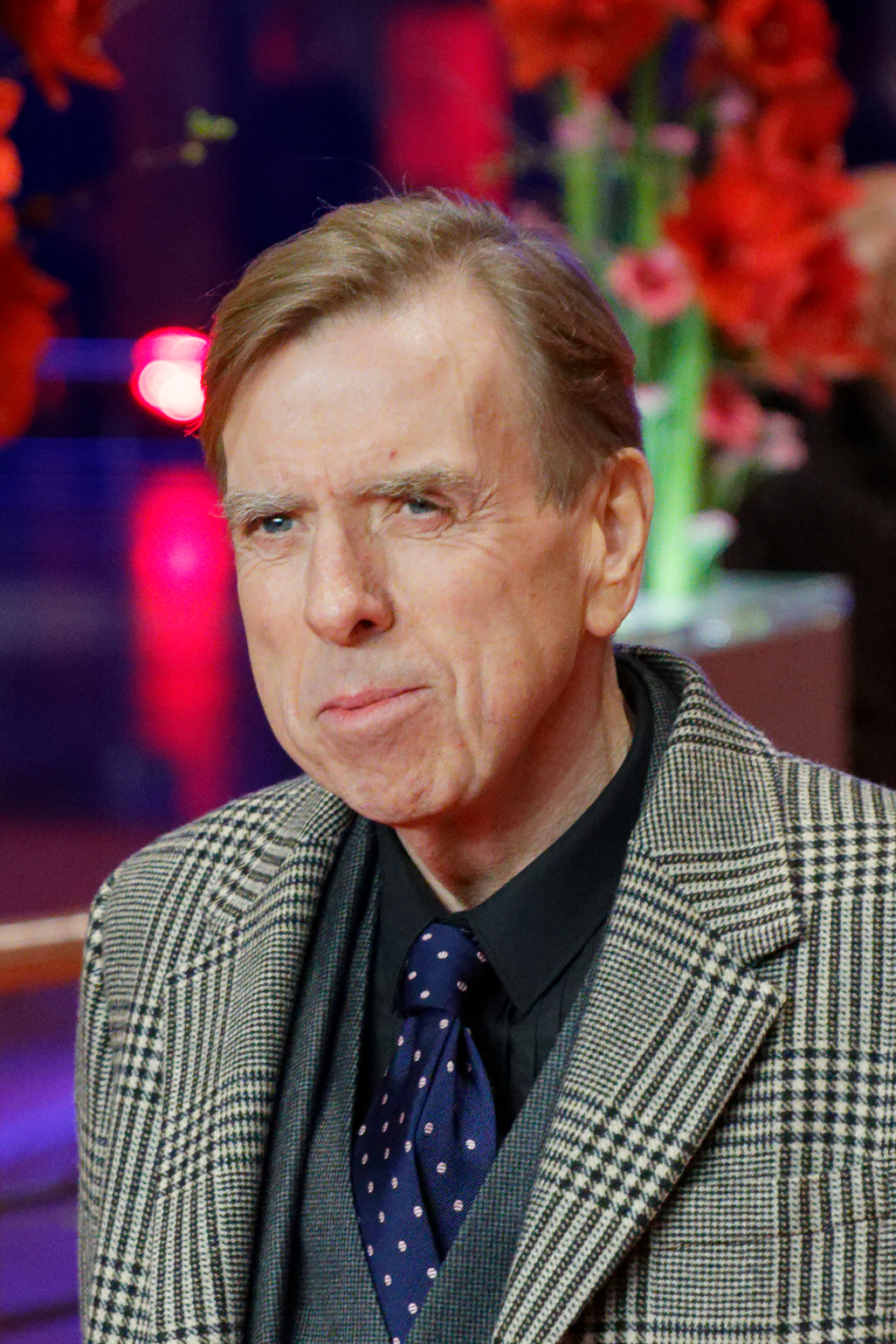
Timothy Spall, millor actor
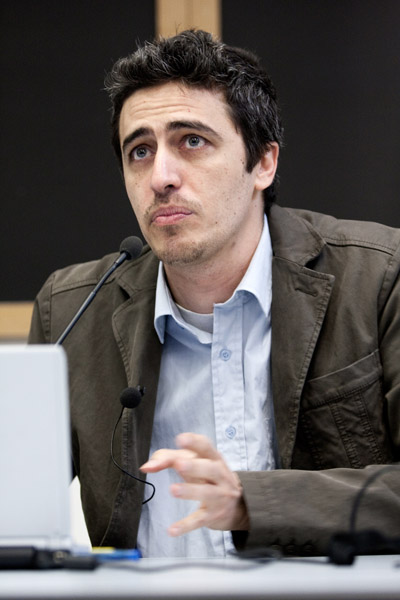
Pierfrancesco Diliberto, millor comèdia
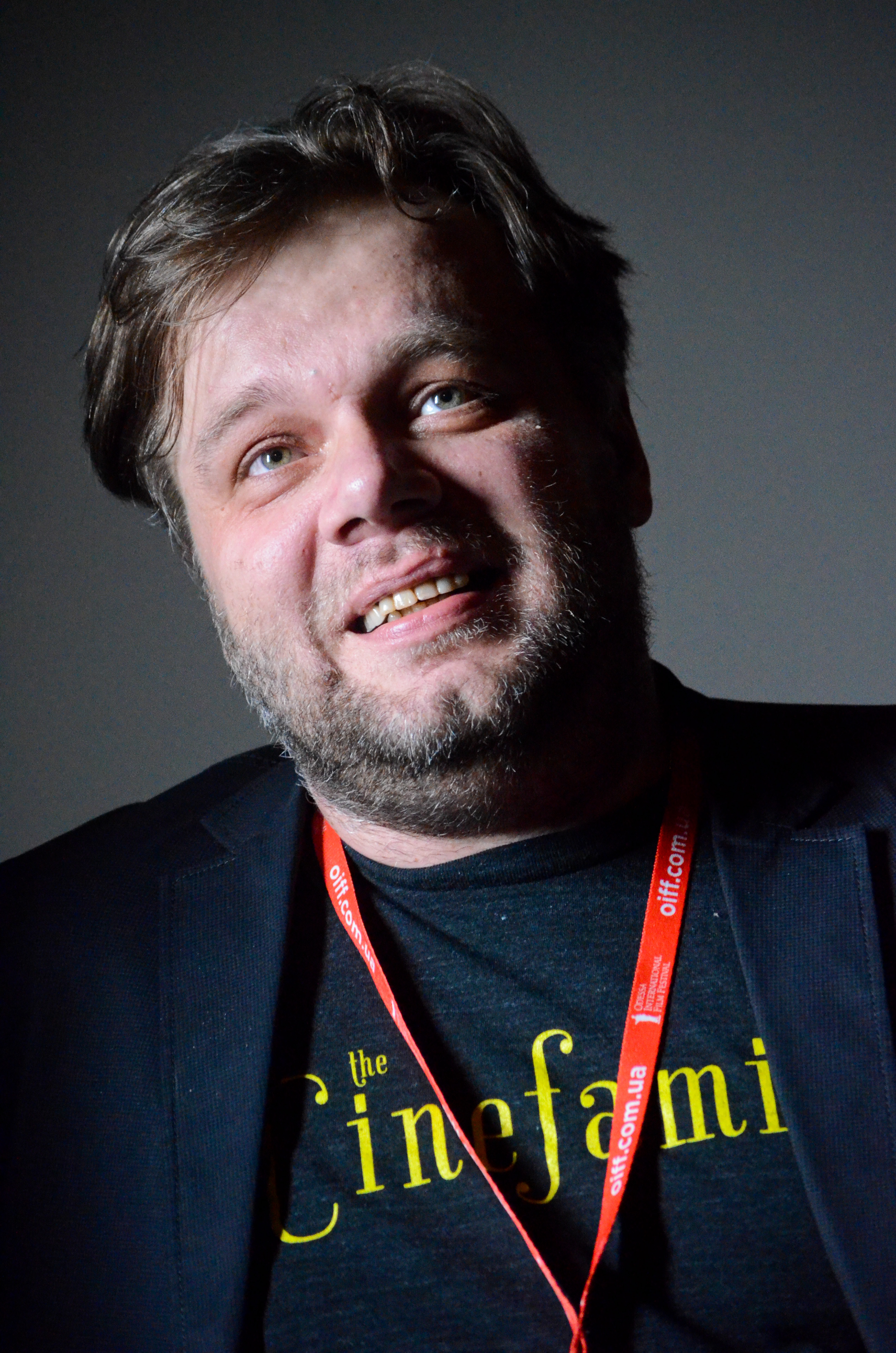
Myroslav Slaboshpytskyi, descobriment europeu
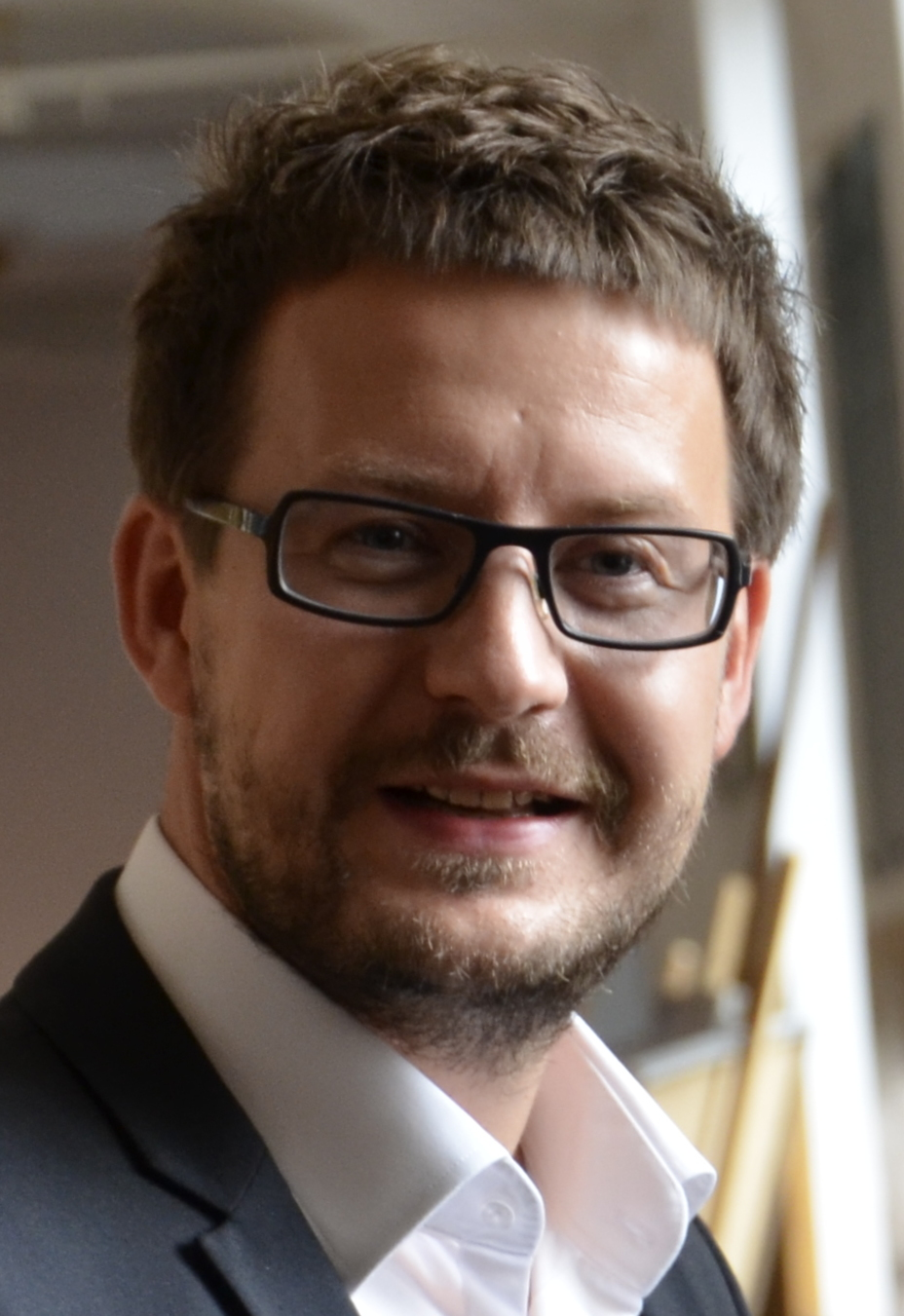
Łukasz Żal, millor fotografia
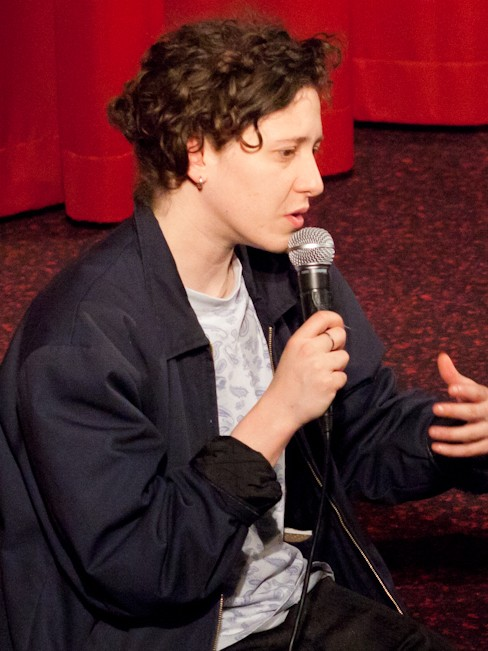
Mica Levi, millor música
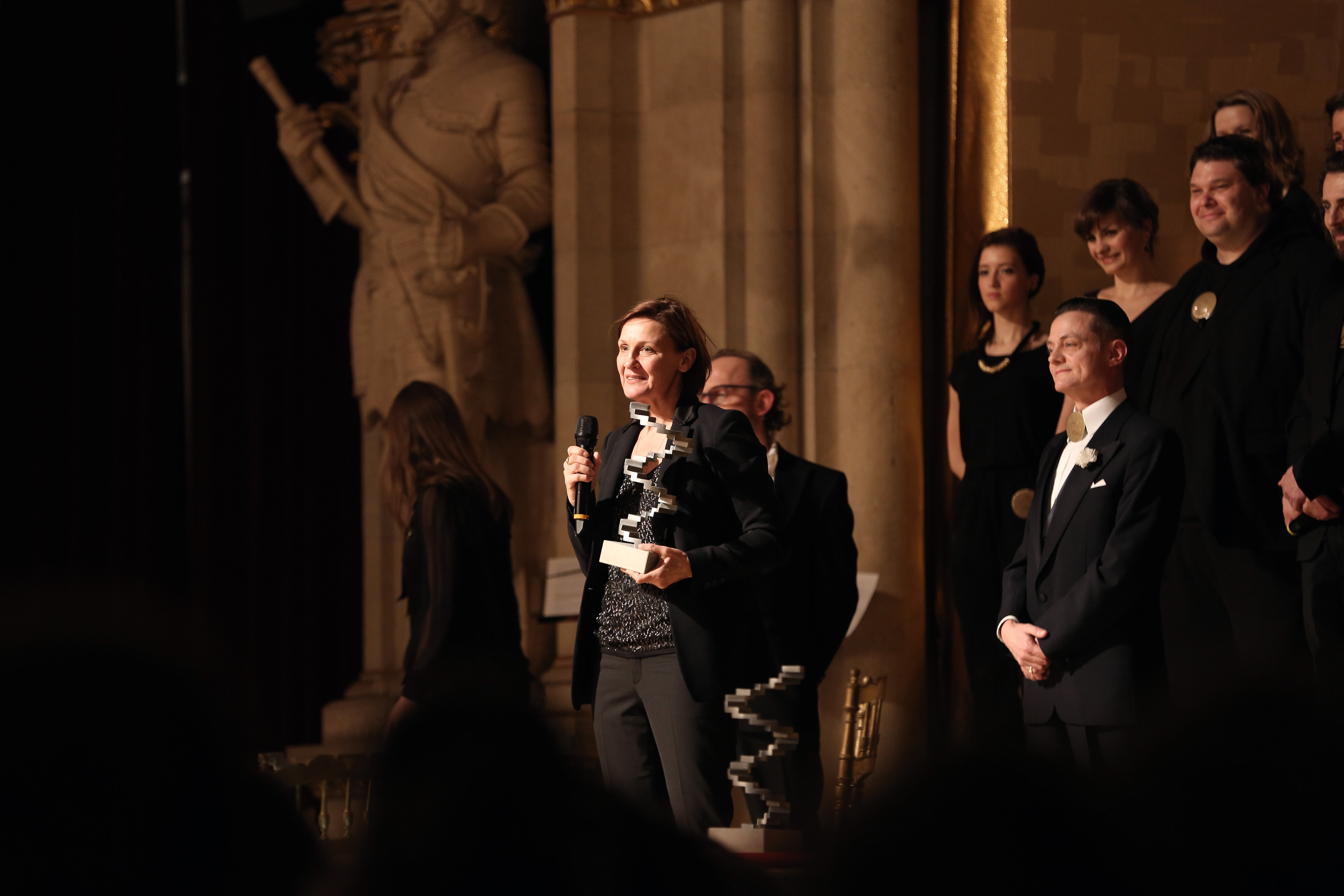
Natascha Curtius-Noss, millor vestuari
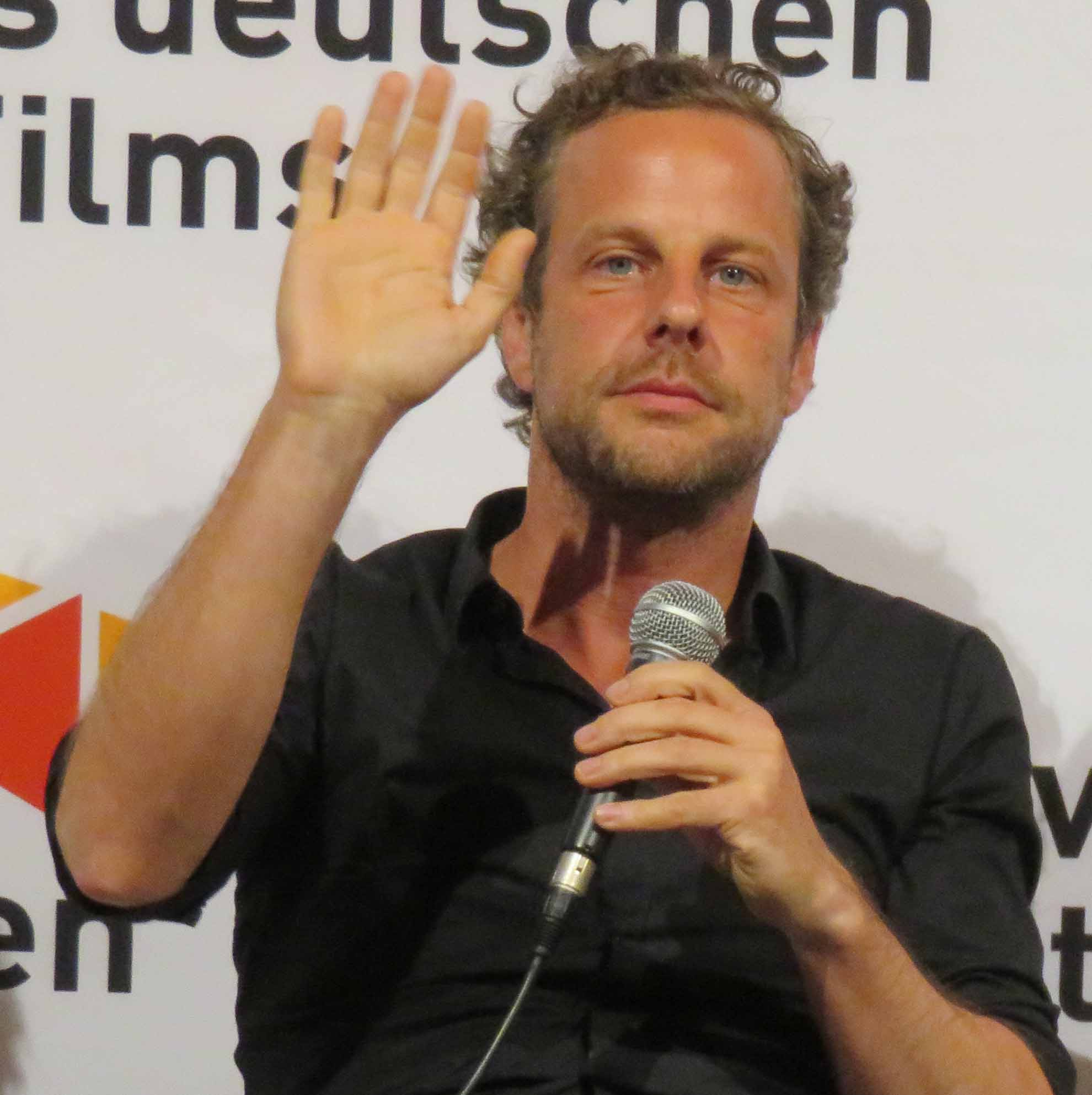
Marc Bauder, millor documental
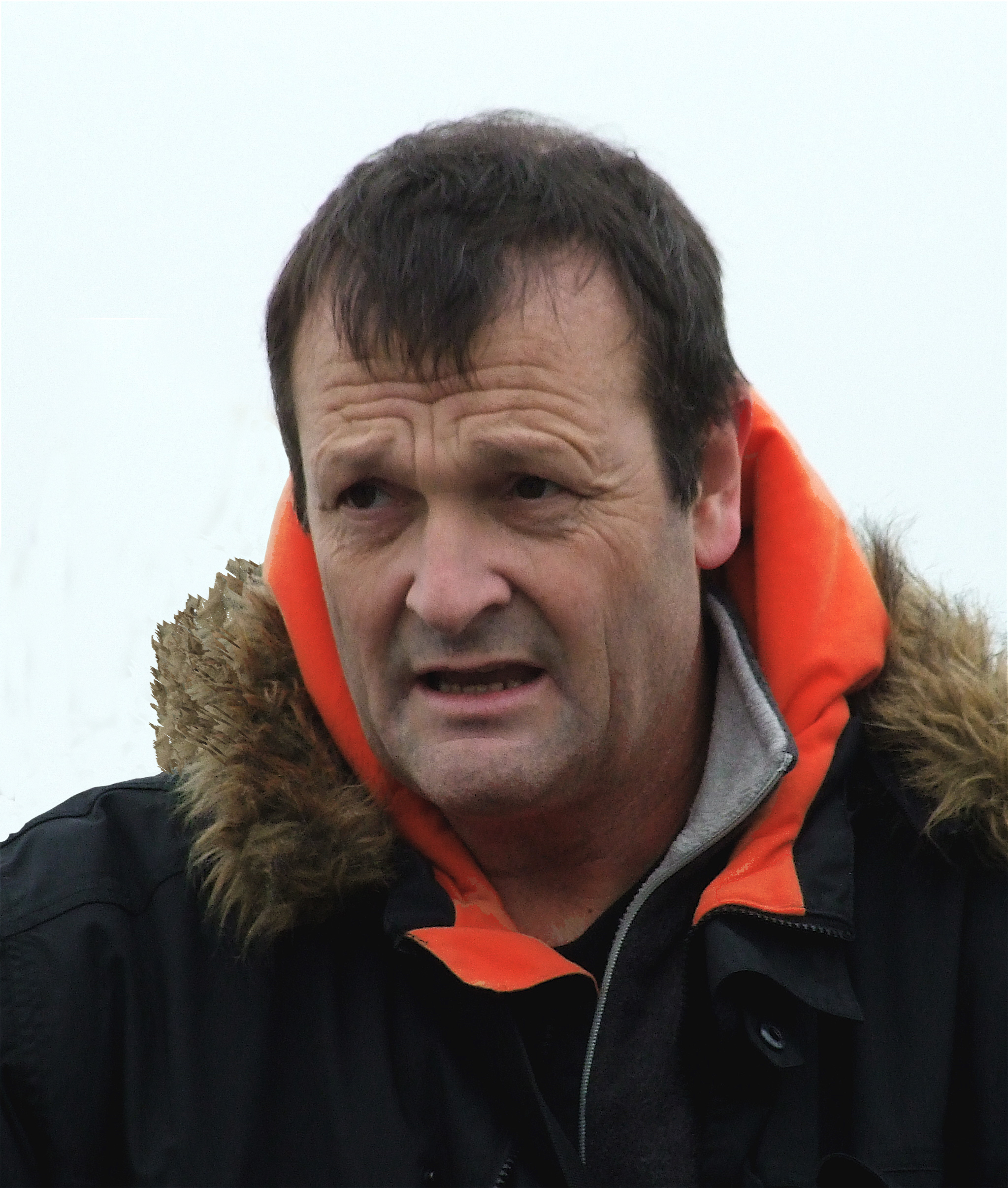
Dave Schram, premi del públic jove
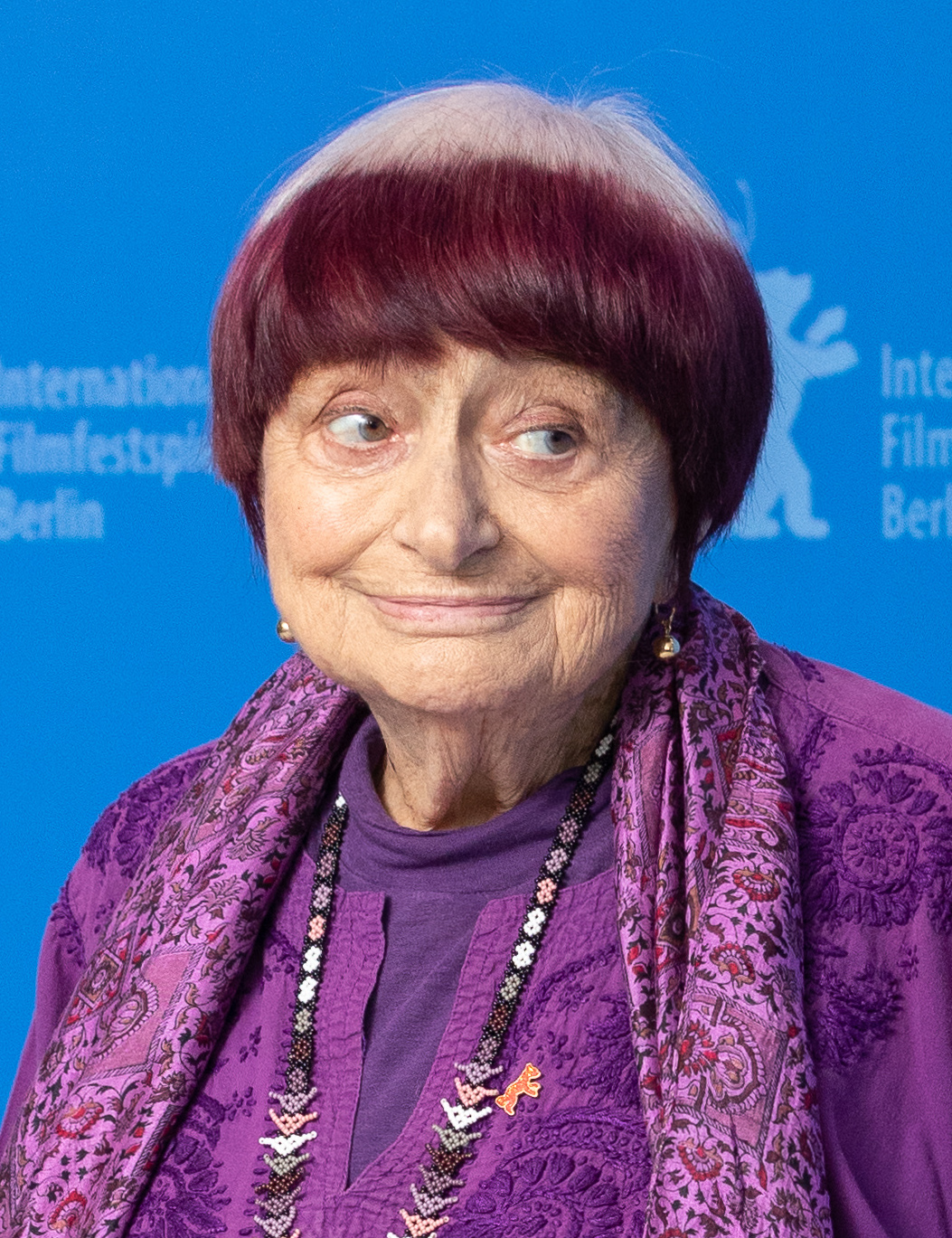
Agnès Varda, premi a la trajectòria
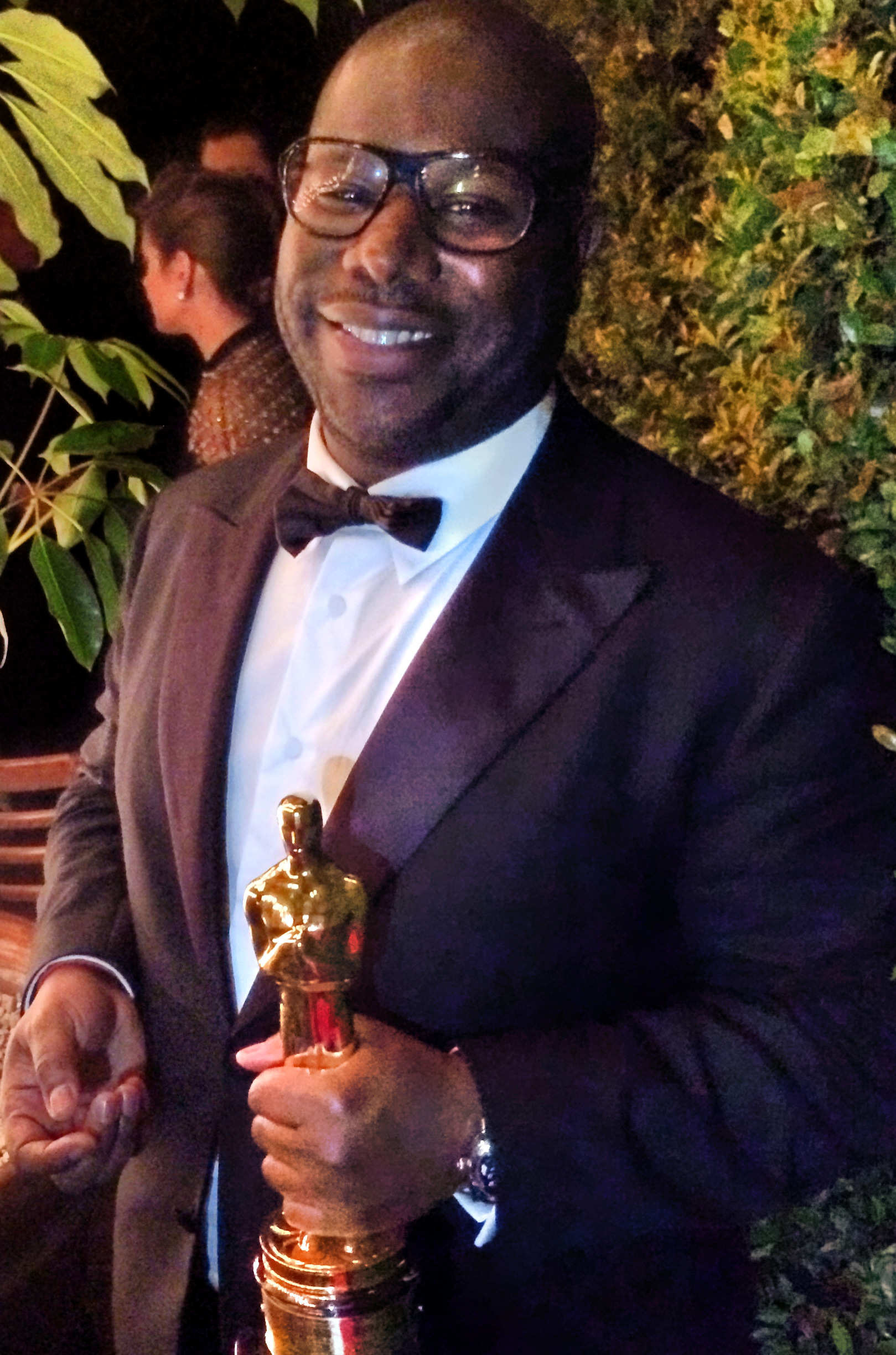
Steve McQueen, premi al mèrit europeu